# Nós (revista)
Nós fue una revista publicada en gallego entre 1920 y 1936 con contenidos literarios, lingüísticos, artísticos, etnográficos, filosóficos y de pensamiento político. 
Nós fue impulsada y dirigida por Vicente Risco, quien buscó insistentemente colaboraciones de fuera de Galicia para darle a la revista una dimensión europea. El primer número apareció el 30 de octubre de 1920 en Orense y allí se publicarían hasta el número 15, después pasaría a tener su administración en La Coruña y Santiago de Compostela, en la sede de la Editorial Nós. La dirección postal de la revista estuvo siempre en el domicilio de Risco.
La revista, unida al pensamiento nacionalista, pretendía normalizar el uso del gallego y llevarlo de los usos orales hasta la alta cultura. Hasta la publicidad que la acompañaba era totalmente en gallego. Se intentó también que el diseño gráfico ayudase a conseguir esa dignificación y a crear una estética genuinamente gallega, por lo que Risco dejó a Castelao como responsable artístico.
Trataba esencialmente dos ámbitos distintos: por un lado el descubrimiento de la identidad gallega, introduciendo líneas de investigación nuevas y contribuyendo a la modernización metodológica que afectó fundamentalmente a la arqueología, etnografía, historia y pensamiento; y por otro lado la presentación de las ideas que iban apareciendo en Europa. Para este fin se exploraron las culturas europeas que se consideraban más próximas a la gallega: la irlandesa (Irlanda se estaba convirtiendo en estado independiente por entonces) y la portuguesa (en Portugal florecía la lengua gallega).
Aún con todo, hubo una enorme presencia de otras culturas, especialmente en el caso de las centroeuropeas que se relacionan con los gustos de Risco y con los epicentros culturales predominantes en la época. Otras regiones con gran presencia en los artículos de la revista fueron, de mayor a menor frecuencia, Galicia y Portugal seguidas de Hispanoamérica, Francia y Alemania. A continuación aparecen otras regiones con situaciones sociolingüísticas semejantes a la gallega como pueden ser Bretaña, Cataluña, Valencia e Inglaterra.

## Historia

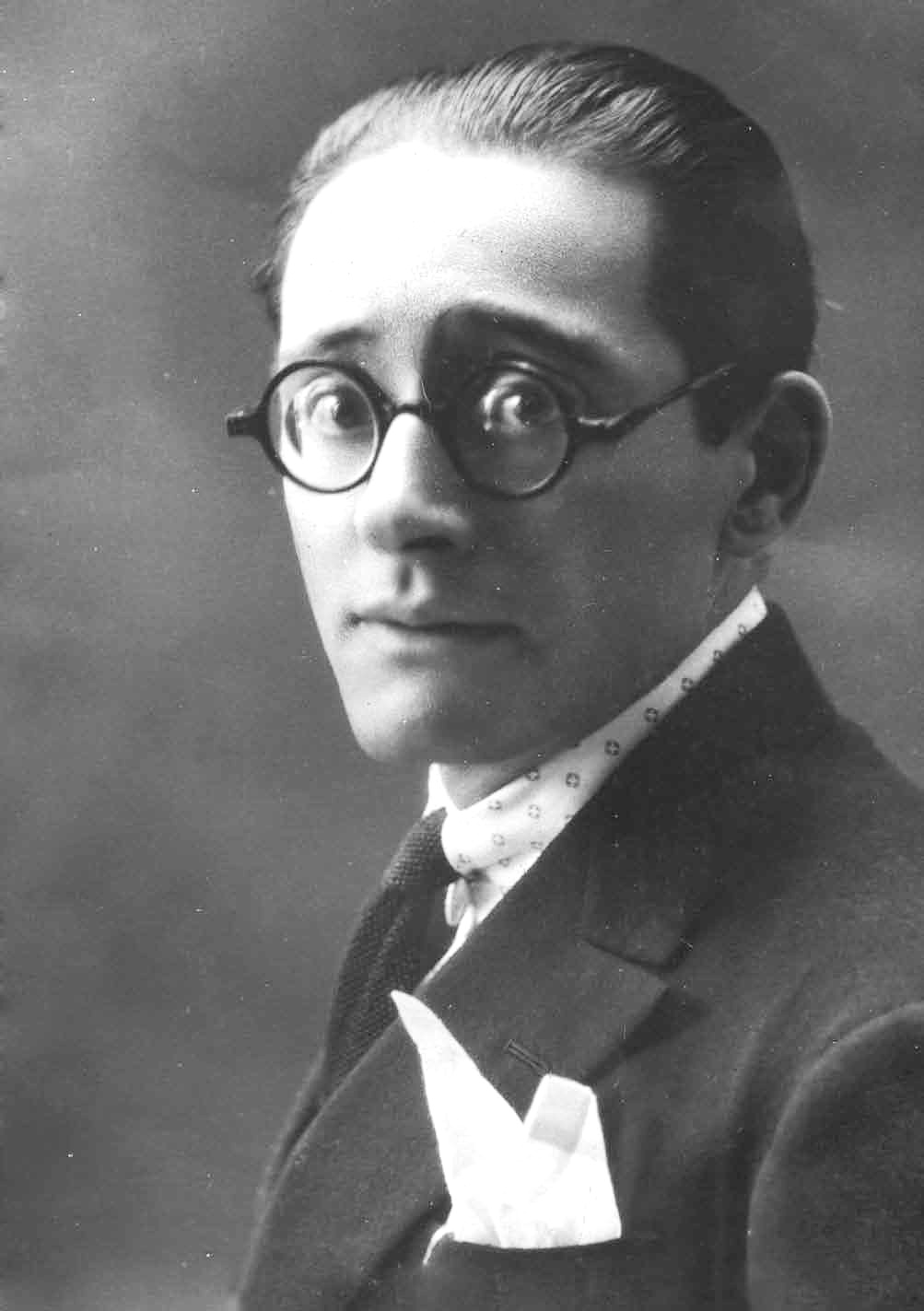
Vicente Risco, director de la revista.

En 1920 se celebró una reunión en Pontevedra para discutir la creación de una revista monolingüe sobre la cultura gallega, que se decide llamar Nós a petición de Castelao, a esta reunión acudieron Vicente Risco, Castelao, Ramón Cabanillas y Antón Losada Diéguez. En un principio la revista era editada en los talleres del diario La Región de Orense.
En 1923 la revista pasa a imprimirse en Pontevedra hasta que después del número 18 la dictadura de Primo de Rivera suspende la publicación. Volverá el 25 de julio (día de Galicia) de 1925 por iniciativa de Ánxel Casal en La Coruña, con la colaboración de los miembros del Seminario de Estudos Galegos, además de colaboradores de la primera época.A partir del número 88 se imprime en Santiago de Compostela. El último número de la revista salió poco antes de la sublevación militar de 1936 y no se llegó a distribuir, tan solo dos ejemplares llegaron a sobrevivir de la quema de la imprenta por los franquistas.

## Colaboradores
- Fermín Bouza-Brey
- Ánxel Fole
- Manuel Lesteiro
- Luís Manteiga
- Ramón Otero Pedrayo
- Luís Pimentel
- Emilio Pita
- Vicente Risco
- Lois Tobío Fernández
- Alfonso Vázquez Martínez
- Teixeira de Pascoaes (portugués)
- Phileas Lebesgue (francés)
- Antonio Couceiro Freijomil